# Dąbie (gmina w województwie lubuskim)
Dąbie – gmina wiejska w województwie lubuskim, w powiecie krośnieńskim. W latach 1975–1998 gmina położona była w województwie zielonogórskim.
Siedziba władz gminy znajduje się w Dąbiu.
Według danych z 2008 roku, gminę zamieszkiwało niewiele ponad 5170 osób.

## Struktura powierzchni
Według danych z roku 2002 gmina Dąbie ma obszar 170,04 km², w tym:
- użytki rolne: 42%
- użytki leśne: 50%

Gmina stanowi 12,23% powierzchni powiatu.

## Demografia
Dane z 2007 roku (dane GUS):
| Opis                              | Ogółem | Ogółem | Kobiety | Kobiety | Mężczyźni | Mężczyźni |
| --------------------------------- | ------ | ------ | ------- | ------- | --------- | --------- |
| jednostka                         | osób   | %      | osób    | %       | osób      | %         |
| populacja                         | 5123   | 100    | 2502    | 48,8    | 2621      | 51,2      |
| gęstość zaludnienia (mieszk./km²) | 30,1   | 30,1   | 14,71   | 14,71   | 15,41     | 15,41     |

Gęstość zaludnienia to 30,13 osób na 1 km². Średni wiek mieszkańców Gminy Dąbie wynosi 35,8 roku.
- Piramida wieku mieszkańców gminy Dąbie w 2014 roku[1].

## Sołectwa
Brzeźnica, Budynia, Ciemnice, Dąbie, Dąbki, Gola, Gronów, Kosierz, Lubiatów, Łagów, Nowy Zagór, Pław, Połupin, Stary Zagór, Szczawno, Trzebule.
Miejscowości bez statusu sołectwa: Godziejów, Mokry Młyn, Olszewiec, Suchy Młyn.

## Sąsiednie gminy
Bobrowice, Czerwieńsk, Krosno Odrzańskie, Nowogród Bobrzański, Świdnica

## Miasta partnerskie
- Goyatz